# 江玟玟
江玟玟（英語：Crystal Kiang，1990年4月12日—）是一位台灣女子花式滑冰選手。她在2012年台灣花式滑冰錦標賽取得金牌。
她於美國紐約出生，自小於美國生活。

## 外部連結
- Crystal KIANG （页面存档备份，存于）, International Skating Union.
- 江玟玟的Instagram帳戶